# Dzwonek rapunkuł
Dzwonek rapunkuł, rapunkuł (Campanula rapunculus L.) – gatunek rośliny dwuletniej z rodziny dzwonkowatych. Pochodzi z południowej Europy, południowo-zachodniej Azji i północno-zachodniej Afryki. W Polsce ma status zadomowionego gatunku obcego. Dawna roślina uprawna o jadalnym korzeniu.

## Rozmieszczenie geograficzne
Występuje w północno-zachodniej Afryce (od Maroka po Tunezję), w południowej Europie (na północy dziko rosnący w Czechach, na Słowacji i Ukrainie) oraz w południowo-zachodniej Azji (po Iran na wschodzie). Jako introdukowany rośnie również w północnej Europie – na Wyspach Brytyjskich i w krajach skandynawskich. 
W Polsce odnotowany po raz pierwszy w stanie dzikim w XIX wieku, współcześnie uważany za gatunek lokalnie zadomowiony (kenofit). Rośnie głównie w zachodniej części kraju i na podlaskim odcinku doliny Bugu, poza tym rozproszony na pojedynczych stanowiskach w całym kraju.

## Morfologia

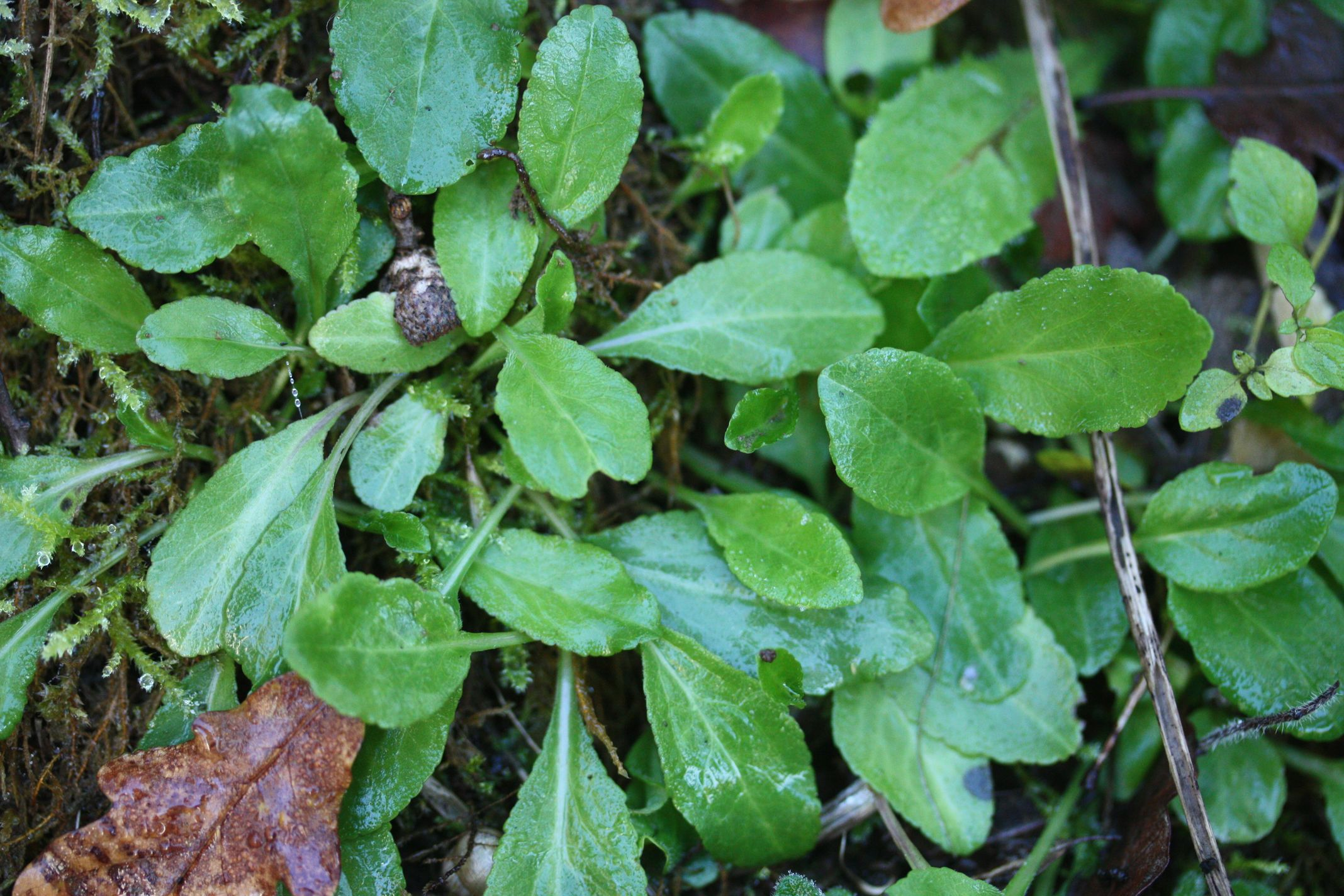
Liście odziomkowe

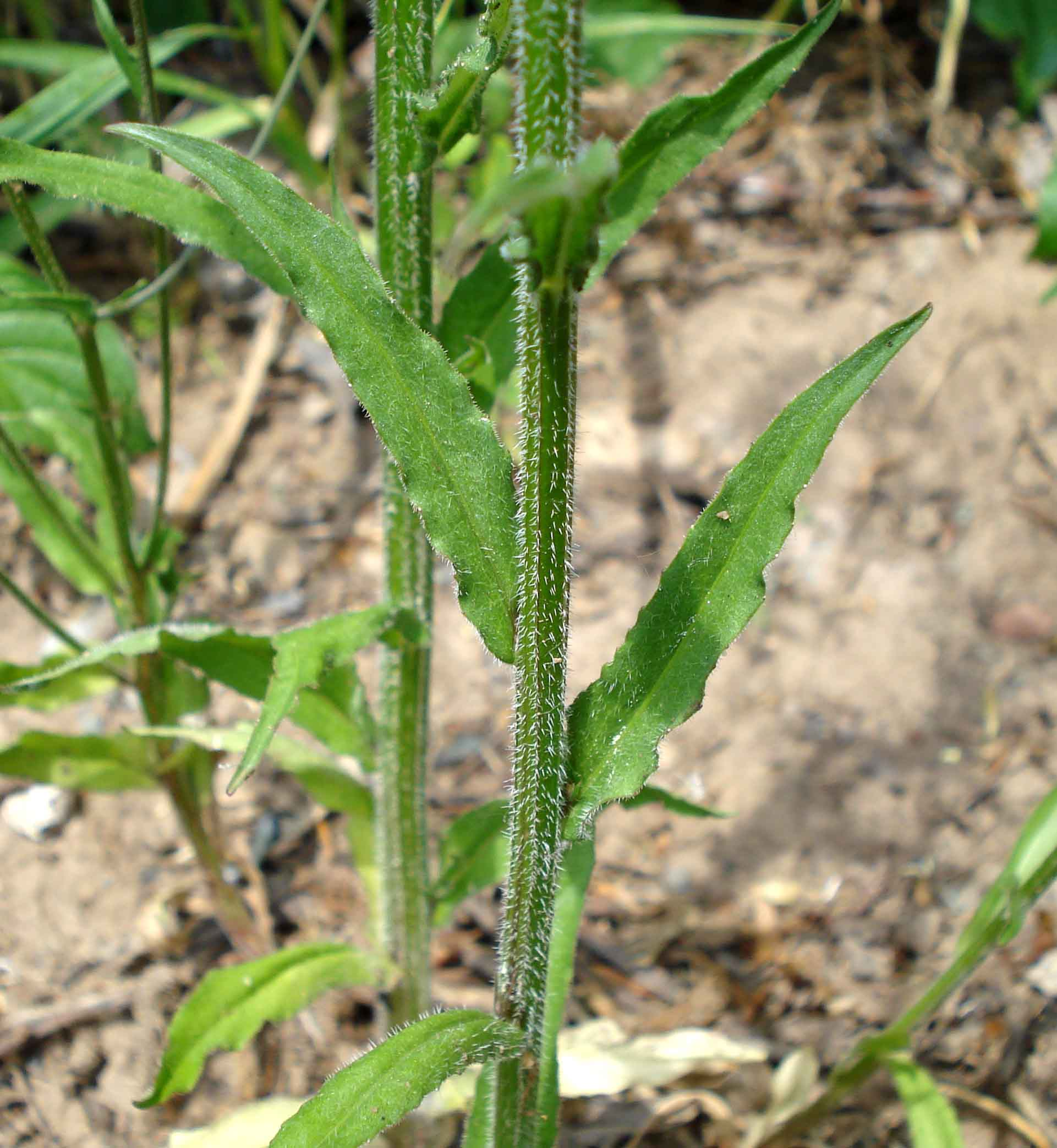
Łodyga i liście łodygowe

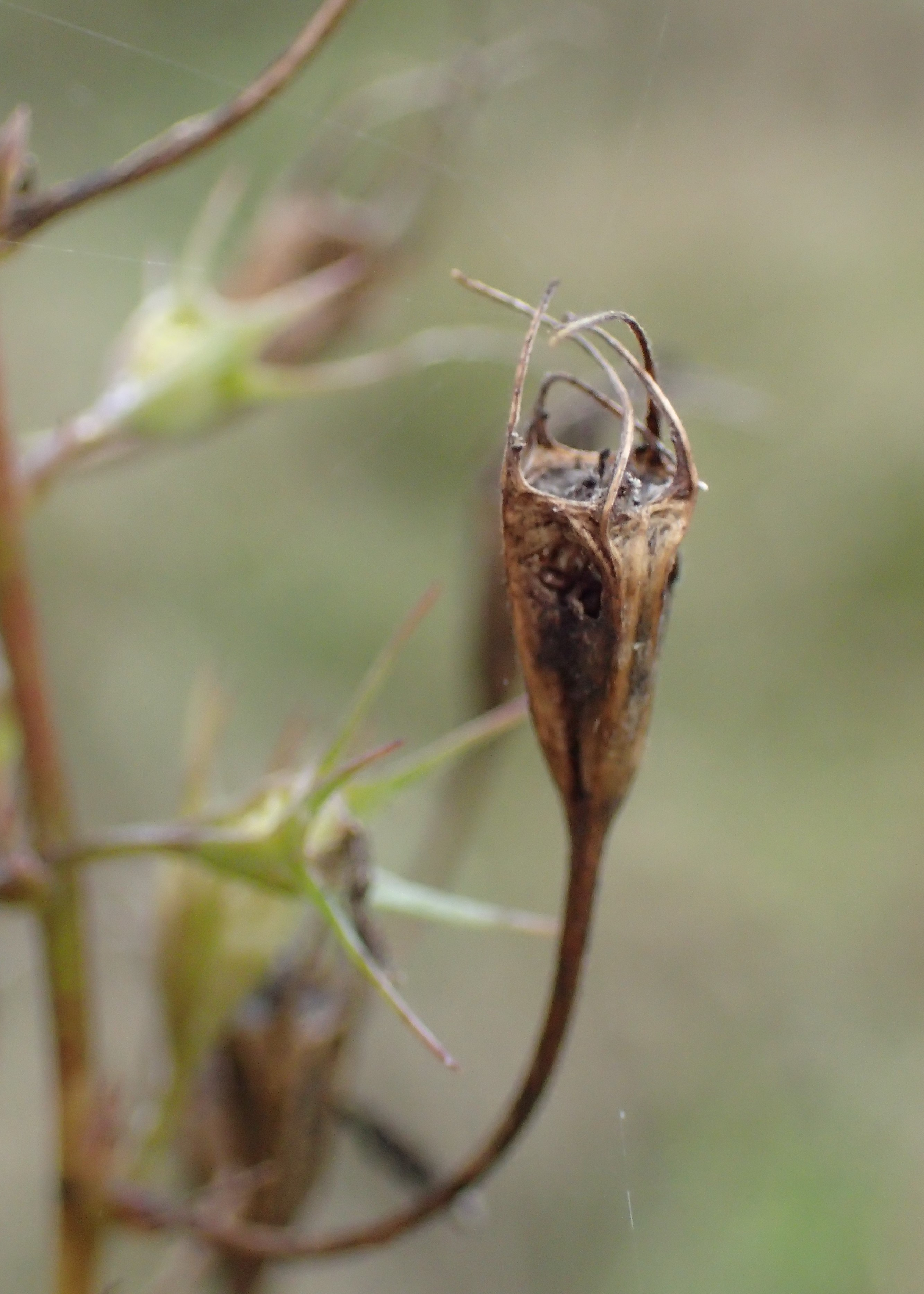
Owoc

PokrójRoślina zielna ze zgrubiałym w górnej części korzeniem i szyją korzeniową, z prosto wzniesioną łodygą osiągającą zwykle do 0,6 m, ale czasem do 1 m wysokości. Pęd bywa nagi lub owłosiony, w tym czasem gęsto, zwłaszcza w dolnej części; włoski są krótkie, odstające lub skierowane w dół.
LiścieDolne liście są odwrotnie jajowate, u nasady zwężone w ogonek, w czasie kwitnienia są już zwykle zaschnięte. Liście łodygowe są lancetowate, najwyższe prawie równowąskie, siedzące, ostro zakończone, na brzegach karbowano-piłkowane.
KwiatyZebrane w wielokwiatowe, szczytowe grono lub wąską wiechę, z pąkami, kwiatami i później owocami na szypułkach krótkich i wzniesionych. Zalążnia jest wąskostożkowata i zwykle brodawkowata. Działki są równowąsko szydlaste, bardzo wąskie i ostre, zwykle dłuższe od połowy długości korony. U nasady działek zwykle obecne drobne ząbki zakończone gruczołkami. Korona wąska, lejkowato dzwonkowata, do 2,5 cm długości, o łatkach na końcu ostrych, barwy białej do fiołkowej lub niebieskawej. Słupek pojedynczy, pręcików pięć.
OwoceTorebki otwierające się trzema otworkami u nasady działek.

## Biologia i ekologia
Roślina dwuletnia, kwitnąca od czerwca do sierpnia. Rośnie na łąkach, w zaroślach i na porębach.

## Zastosowania
Dawniej jego młode pędy i liście oraz podobne do rzepy korzenie były używane jako pożywienie.